# Yas Gagliardi
Yasmín Gagliardi (Córdoba, 30 de abril de 2002), conocida también como Yas Gagliardi o simplemente Yas, es una cantante y actriz argentina, reconocida por su carrera como cantante solista y por su participación en las series de televisión de Netflix Go! Vive a tu manera y Melody. Su participación en esta última le valió nominaciones a los Premios Produ 2023 y a los Premios Martín Fierro 2024.

## Biografía

### Primeros años e inicios
Gagliardi nació en Córdoba, Argentina el 30 de abril de 2002. Mientras cursaba estudios de bachillerato en la localidad de Villa María, Córdoba, se inscribió en la Escuela de Música Popular EMPO en la misma ciudad y más tarde tomó clases de canto con Pablo Cordero en la Escuela Bravo. En una entrevista con la revista Marie Claire, la artista expresó que sus influencias iniciales fueron Jesee & Joy, Aitana, Camilo y Morat.

## Carrera musical

### Inicios y década de 2010
Tras grabar su primer disco homónimo, realizar algunas participaciones en festivales y servir como acto de apertura de la artista argentina Lali Espósito, Gagliardi publicó en 2018 el álbum Indeleble, del cual se extrajo el sencillo «Boys Will Be Boys», una colaboración con la cantante de pop estadounidense Sarah Lenore que superó el millón de visualizaciones en la plataforma YouTube y que la llevó a realizar una gira promocional por los Estados Unidos. El disco fue producido por José Luis Pagán, reconocido por su trabajo con artistas como Chayanne, Thalía, Marc Anthony y Diego Torres. El sencillo homónimo ingresó en el Hot Ranking del canal HTV, donde permaneció durante tres semanas y actualmente cuenta con más de un millón de visualizaciones en YouTube.
El tercer sencillo del disco, «Dulce adicción», contó con un vídeoclip producido por la compañía de los Hermanos Dawidson. Tras el lanzamiento del álbum, Gagliardi se convirtió en el acto de apertura de la cantante Tini Stoessel en su gira nacional «Quiero volver». En mayo de 2019 realizó una presentación en el Show Maratón Otoño por la vida organizado por el Canal 9 de Mendoza, donde compartió escenario con la española Amaia Montero y las bandas V-One, Bandana y Ser, y en junio volvió a acompañar a Montero en su gira «Nacidos para crecer».
Más tarde en ese mismo año compartió escenario con el dúo español de música urbana Adexe & Nau. En noviembre estrenó la canción «No te olvido», la cual coescribió junto con José Luis Pagán y cuyo videoclip fue rodado en locaciones de su natal Córdoba. Ese mismo mes presentó la canción «Cuando seamos grandes» junto a Alejandro Lerner y otros músicos juveniles en el marco del aniversario número treinta de la Convención sobre los Derechos del Niño celebrada el 20 de noviembre.

### Década de 2020 y actualidad
Gagliardi inició la década de 2020 con la gira «No te olvido», en la que brindó conciertos en las provincias de Buenos Aires, Mendoza y Córdoba acompañada de la agrupación de cumbia santafesina Los Palmeras. El tour debió suspenderse indefinidamente por la llegada del COVID-19 a territorio argentino y la consecuente cuarentena nacional. En julio hizo parte del grupo de artistas que se presentó en el Festival Online Billboard, un evento musical solidario en el que participaron cerca de 300 artistas argentinos.
Tras presentar la canción «Perder la memoria» en septiembre de 2020 -con un videoclip dirigido por Leandro Navall-, la artista nuevamente contó con la colaboración de Pagán para publicar en noviembre el sencillo «No me busques», cuyo videoclip fue dirigido por Mauro Scandolari y rodado en Lagos del Rocío, Pilar. En diciembre de 2021 publicó un nuevo sencillo, titulado «Tu llamada», acompañado de un videoclip.
En julio de 2022, Gagliardi publicó el sencillo «Que pena», el cual fue producido por el argentino Estani. El sencillo llegó acompañado de un videoclip dirigido por Fede Logo y producido por la compañía Búnker.
En noviembre de 2023 la artista publicó un nuevo sencillo titulado «Enredo», junto con un videoclip dirigido por el cineasta Mauro Scandolari en la ciudad de Buenos Aires. En junio de 2024 presentó una nueva canción titulada «Esencia», con un video dirigido por Mariano Gobello y Eduardo Ramírez. Su siguiente sencillo, compuesto junto con Federico Gianonni y Benja LB, se tituló «Miedo a seguir».

### Carrera como actriz
En 2019 fue elegida para interpretar el papel de Ceci, una joven influencer, en la serie web musical Go! Vive a tu manera, donde compartió reparto con Pilar Pascual, Renata Toscano, José Giménez Zapiola, Gastón Ricaud y Laura Azcurra. La serie tuvo su primera emisión el 22 de febrero de 2019 y renovó para una segunda temporada, estrenada en 2020.
A comienzos de 2023 fue anunciada como protagonista de la serie musical Melody, en la que compartirá el papel principal con Sarah Lenore. El seriado se estrenó a través de la plataforma Amazon Prime Video el 22 de febrero de 2023.Su participación en la serie le valió una nominación a los Premios Produ 2023 en la categoría de mejor actriz protagónica en una serie infantil o juvenil. De igual manera, recibió una nominación en la categoría de actriz protagonista de ficción en los Premios Martín Fierro 2024.

## Discografía

### Álbumes de estudio
| Año  | Título        | Discográfica  | Ref.   |
| ---- | ------------- | ------------- | ------ |
| 2015 | Yas Gagliardi | Independiente | [ 10 ] |
| 2018 | Indeleble     | Independiente | [ 11 ] |

### Sencillos
| Año  | Título                | Notas            |
| ---- | --------------------- | ---------------- |
| 2015 | «Nuestra historia»    |                  |
| 2016 | «Espacio infinito»    |                  |
| 2018 | «Indeleble»           |                  |
| 2018 | «Tu y yo»             |                  |
| 2018 | «Mi instinto natural» |                  |
| 2019 | «Boys Will Be Boys»   | Con Sarah Lenore |
| 2019 | «No te olvido»        |                  |
| 2020 | «Perder la memoria»   |                  |
| 2020 | «Perder la memoria»   | Versión acústica |
| 2020 | «No me busques»       |                  |
| 2021 | «Tu llamada»          |                  |
| 2022 | «Que pena»            |                  |
| 2023 | «Enredo»              |                  |
| 2024 | «Esencia»             |                  |
| 2024 | «Miedo a seguir»      |                  |

Fuente:

## Filmografía

### Televisión
| Año  | Título               | Papel  | Notas        |
| ---- | -------------------- | ------ | ------------ |
| 2019 | Go! Vive a tu manera | Ceci   | 4 episodios  |
| 2023 | Melody               | Melody | 13 episodios |